# Lysionotus sangzhiensis
Lysionotus sangzhiensis är en tvåhjärtbladig växtart som beskrevs av Wen Tsai Wang. Lysionotus sangzhiensis ingår i släktet Lysionotus och familjen Gesneriaceae. Inga underarter finns listade i Catalogue of Life.